# Тиберій Кавалло
Тибе́рій Кава́лло (італ. Tiberius Cavallo; 30 березня 1749 — 21 грудня 1809) — італійський фізик і натурфілософ. До кола його інтересів входили електрика, розробка наукового приладдя, вивчення природи газів та польоти на повітряній кулі. Він став членом Королівської академії наук в Неаполі і членом Лондонського королівського товариства (1779). За період між 1780 і 1792 роками він тринадцять разів поспіль був удостоєний читанням Бейкерівської лекції Королівського товариства.

## Життєпис
Тиберій Кавалло народився 30 березня 1749 року в Неаполі (Неаполітанське королівство), його батько був лікарем. У 1771 році він перебрався до Англії.
Кавалло зробив декілька винахідливих удосконалень наукових інструментів. Його вважають автором винаходу «помножувача Кавалло». Він також розробив «кишеньковий електрометр», що ним використовувався для підсилення невеликих електричних зарядів, щоб зробити їх спостережуваними і вимірюваними за допомогою електроскопа. Елементи приладу були захищені від протягів скляним кожухом.
Він також працював над штучним охолодженням. Спираючись на публікації Вільяма Каллена у 1750 році і Джозефа Блека у 1764 году, Кавалло першим провів у 1781 році систематичні експерименти з охолодження з використанням випаровування летких рідин.
Він цікавився фізичними властивостями «повітря» або газів і проводив експерименти з «горючим повітрям» (воднем). У своєму «Трактаті про природу і властивості повітря» («Treatise on the Nature and Properties of Air», 1781) він зробив «наукове дослідження сучасних праць», обговорюючи як теорію флогістону Джозефа Прістлі, так і протилежні погляди Антуана Лавуазьє. У червні 1782 року у Королівському товаристві було зачитано статтю Кавалло, у якій описувалась перша спроба підняти у повітря повітряну кулю, наповнену воднем. Його «Історія і практика аеростанції» («History and Practice of Aerostation», 1785) вважалась «однією з самих ранніх і кращих робіт з аеростанції (аеростатики та повітроплавання), опублікованих в Англії у XVIII столітті». У ній Кавалло обговорює як недавні експерименти з повітряною кулею, так і принципи, що лежать в їх основі. Кавалло орієнтувався в цій роботі на ширшу аудиторію, уникаючи технічного жаргону та математичних доведень, і був ефективним науковим комунікатором як зі своїми колегами, так і з широкою публікою. Його робота вплинула на перших повітроплавців Жака Шарля, братів Роберт і Жана-П'єра Бланшара.
|                                                         |
| «Історія і практика аеростанції», Тиберій Кавалло, 1785 |

|                                                                                  |
| Табл. I, Ілюстрація хімічного апарату, що використовується для виробництва водню |

|                                                                                 |
| Табл. II, Ілюстрація хіміних апаратів і повітряних куль, що наповнюються воднем |

Кавалло також опублікував роздуми про музичний темперамент у своєму трактаті «Of the Temperament of Those Musical Instruments, in Which the Tones, Keys, or Frets, are Fixed, as in the Harpsichord, Organ, Guitar, &c» («Про темперамент тих музичних інструментів, у яких тони, тональності або лади є фіксовані, як у клавесині, органі, гітарі тощо»).

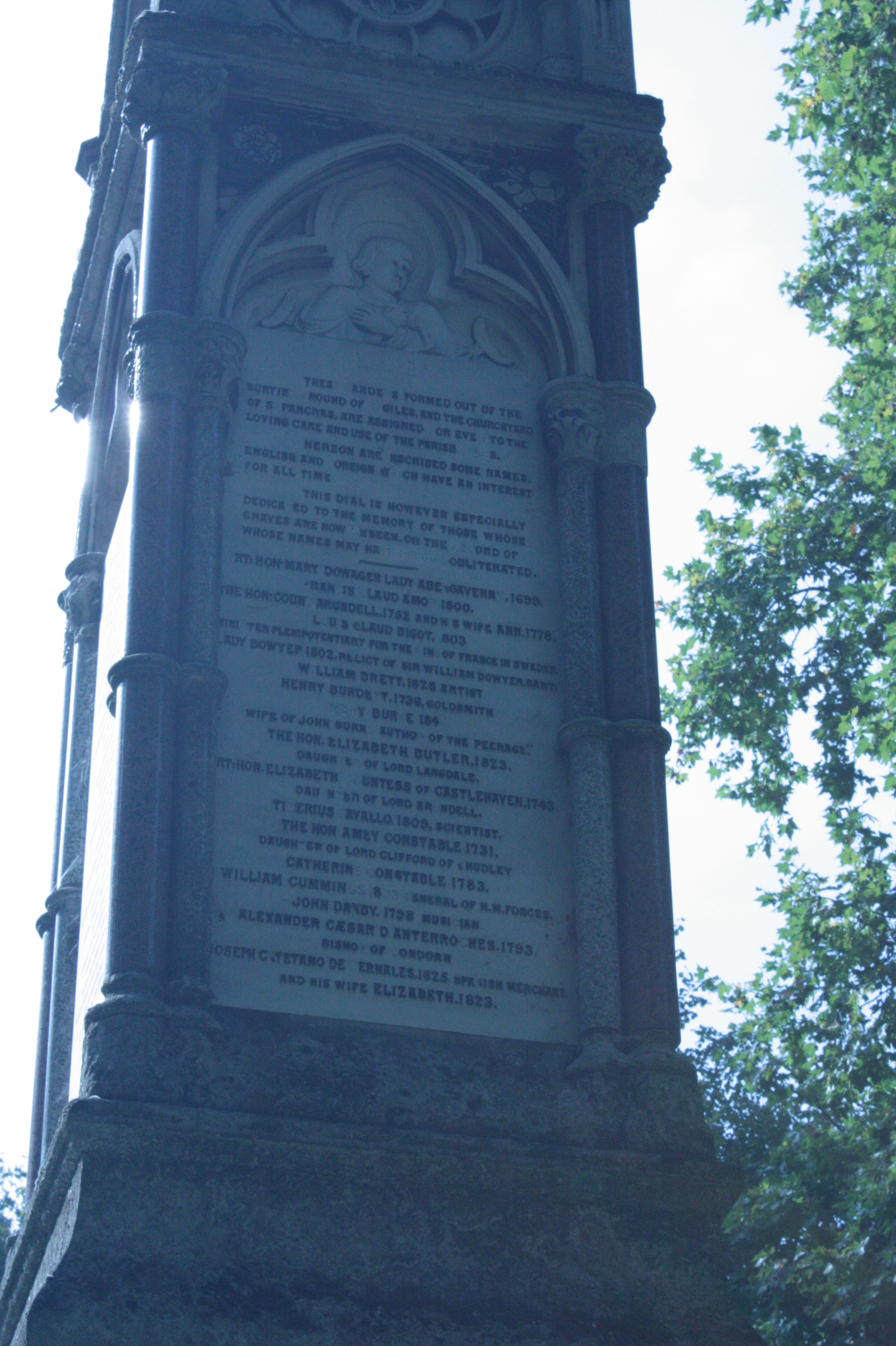
,. Ім'я Кавалло знаходиться внизу, але літери B і C відсутні

Кавалло помер у Лондоні 21 грудня 1809 року. Його було поховано на старому цвинтарі Сент-Панкрас, як повідомляється, в склепі поряд зі склепом Паскуале Паолі. Могила втрачена, але ім'я Кавалло вказане на меморіалі Бердетта Куттса 1879 року поряд з багатьма важливими персонами, похованими у ній.

## Праці
Тиберій Кавалло опублікував багато праць у різних галузях фізики, серед них:
- Complete treatise of electricity in theory and practice (італ.). Firenze: Gaetano Cambiagi. 1779.
- Theory and Practice of Medical Electricity (1780)
- Treatise on the nature and properties of air and other permanently elastic fluids (англ.). London. 1781.
- Complete treatise on electricity in theory and practice [fre] (фр.). Paris: Guillot. 1785.
- History and Practice of Aerostation (1785)
- Treatise on magnetism (англ.). London: Charles Dilly. 1787.
- Medical Properties of Factitious Air (1798)
- Elements of Natural and Experimental Philosophy (1803)[7]

Кавалло зробив внесок у написання статей з електрики, машин і механіки для Циклопедії Ріса, але по яких точно темах не відомо.